# بی‌ترس و پشیمانی
بی‌ترس و پشیمانی (انگلیسی: Without Fear or Blame) یک فیلم کمدی فرانسوی است که در سال ۱۹۸۸ اکران شده‌است. این فیلم به کارگردانی ژرار ژونیو است.